# Liam Gallagher
Pour les articles homonymes, voir Gallagher.
William John Paul Gallagher, dit Liam Gallagher, est un chanteur et musicien britannique d'origine irlandaise, né le 21 septembre 1972 à Longsight, Manchester. Il est le chanteur principal du groupe de rock Oasis, de sa formation en 1991 jusqu'à sa dissolution en 2009. Le groupe annonce sa reformation le 27 août 2024.
Figure de proue du mouvement Britpop dans les années 1990, Liam Gallagher est connu pour son style de chant particulier, ainsi que pour son attitude erratique, parfois provocatrice. Il connaît avec Oasis un grand succès dans les années 1990, notamment grâce à leurs deux premiers albums Definitely Maybe en 1994 et (What's the Story) Morning Glory? en 1995. Bien que son frère aîné Noel Gallagher, guitariste principal du groupe, écrive la majorité des chansons, certaines compositions émanent de Liam, comme Songbird, paru en 2002 sur Heathen Chemistry ou I'm Outta Time, paru en 2008 sur Dig Out Your Soul. Il est également le fondateur de la marque de vêtements Pretty Green. Oasis se sépare le 28 août 2009 à la suite d'une altercation entre les deux frères avant de monter sur scène lors du festival Rock en Seine. Noel quitte le groupe tandis que Liam et les autres membres décident de poursuivre l'aventure musicale en se renommant Beady Eye.
Le premier album de Beady Eye sort début 2011. Après plusieurs singles et une tournée mondiale, le groupe sort un second album en 2013, produit par Dave Sitek. Malgré un certain succès, Gallagher annonce sur son compte Twitter la fin du groupe en 2014.
En 2017, l’artiste reprend une carrière solo avec la sortie de l'album As You Were, succès critique et commercial qui le remet sur le devant de la scène. S’ensuivent de nouvelles productions musicales solo, singles, albums, albums lives et tournées, le tout couronné de succès. En 2024, il s'associe à John Squire, ancien guitariste des Stone Roses, pour l'album Liam Gallagher John Squire.
Le 27 août 2024, Oasis annonce sa reformation pour une tournée mondiale prévue en 2025.

## Biographie

### Naissance et premières années (1972–1993)
Né dans le quartier de Burnage à Manchester, Liam Gallagher est le troisième et dernier enfant des Irlandais Peggy et Thomas Gallagher. Ce dernier est régulièrement violent envers sa famille, particulièrement envers les deux grands frères de Liam, Noel et Paul. Liam affirmera plus tard que cette violence l'a profondément affecté et l'a renforcé dans la voie artistique. Alors qu'il a dix ans, sa mère déménage, emmenant avec elle ses trois enfants. Bien que Liam garde contact de manière sporadique avec son père pendant son adolescence, il affirme qu'aujourd'hui leurs différends ne sont toujours pas résolus.
D'après ses frères, Liam a commencé très tôt à importuner les gens, en particulier Noel, avec qui il partage sa chambre. Les frères Gallagher sont des enfants difficiles, surtout pendant leur adolescence. Liam se fait d'ailleurs exclure de son collège à l'âge de 15 ans en raison d'une bagarre, et vole régulièrement des vélos dans les boutiques du coin.
Selon Noel, Liam ne montre que peu d'intérêt pour la musique jusqu'à la fin de son adolescence. En revanche, à partir de cette période, confiant en sa capacité de chanter, il commence à écouter des groupes comme The Stone Roses, The Who, The Kinks, The Jam, T. Rex et The Beatles. Durant cette phase, il développe une obsession pour John Lennon. Il a d'ailleurs un jour déclaré lors d'une interview au Guardian qu'il était la réincarnation de John Lennon. Lorsque Paul « Guigsy » McGuigan, un ami d'enfance, l'invite à rejoindre en tant que chanteur son groupe, The Rain, Liam accepte. Il rejoint donc le groupe après le départ du chanteur initial, Chris Hutton. Le noyau de ce qui allait devenir Oasis commence à se former. Le groupe se compose alors de Liam au chant, Paul « Bonehead » Arthurs à la guitare, Paul « Guigsy » McGuigan à la basse et Tony McCarroll à la batterie. C'est à cette époque que, sur proposition de Liam, le groupe devient Oasis, nom dont l'origine varie selon les interviews.
Dès lors, Liam est l'un des deux compositeurs du groupe, avec le guitariste Paul « Bonehead » Arthurs. Depuis, Noel Gallagher s'est ouvertement moqué de ce duo, les décrivant comme « tout simplement affreux », et même le principal concerné a admis qu'ils étaient « de vraies merdes ». Le groupe ne répète qu'une fois par semaine, et se produit peu en concert. Noel, tout juste rentré d'une tournée aux États-Unis où il accompagne les Inspiral Carpets en tant que roadie, les découvre sur scène à l'occasion de l'une des rares performances du groupe en 1991. Liam et les autres membres du groupe lui proposent alors d'être leur manager, puis finalement l'invitent à rejoindre le groupe, où il s'impose rapidement en tant que principal compositeur. Les compositions de Noel, dont celle qui deviendra Live Forever, sont bien accueillies.

### Britpop (1994–1998)
Sous l'égide de Noel, Oasis obtient un contrat d'enregistrement et sort l'album Definitely Maybe, qui devient l'album le plus rapidement vendu pour un premier album. Le style de chant de Liam, ainsi que sa posture lors des concerts contribuent grandement au rayonnement d'Oasis. En revanche, son attitude lui vaut aussi l'attention des tabloïds britanniques, qui sont à l'époque relativement friands des histoires de drogues, de violence et de sexe qui entourent sa personnalité.
Malgré le succès commercial et populaire d'Oasis, la vie du groupe à l'époque compte de nombreux incidents. Ainsi, durant la première tournée d'Oasis aux États-Unis en 1994, Liam change quelques-uns des mots d'une chanson de Noel, la rendant ainsi insultante pour les Américains comme pour Noel lui-même. Après le concert, une violente dispute avec Liam conduisit au départ temporaire de Noel. Pendant les sessions d'enregistrement du deuxième album du groupe, (What's the Story) Morning Glory?, les deux frères ont encore une violente dispute lorsque Liam invite les clients d'un pub local à venir au studio où Noel compose. En 1995, le batteur Tony McCarroll est renvoyé, officiellement à la suite d'une bagarre avec Liam, mais en réalité parce que Noel juge qu'il n'a pas le niveau pour jouer sur ses nouvelles compositions. Il est remplacé par Alan White, le frère du batteur de Paul Weller.
(What's the Story) Morning Glory?, le deuxième album d'Oasis, rencontre encore plus de succès que le premier, devenant le troisième album le plus vendu en Angleterre. À cette époque commence une longue opposition entre Oasis et leurs compatriotes du groupe Blur, opposition relayée et amplifiée dans la presse. Les deux groupes qui dirigent le mouvement Britpop s'opposent sur plusieurs points. En effet, en plus de leur différence de style musical, Oasis est un groupe du nord de l'Angleterre, dont les membres sont issus de la classe ouvrière, tandis que les Londoniens de Blur appartiennent plutôt à la classe moyenne. Mi-août 1995, Blur et Oasis sortent leur nouveau single le même jour. Le titre de Blur, Country House, dépasse en vente la première semaine le Roll With It d'Oasis, à hauteur de 274 000 copies contre 216 000. Lors de l'interprétation de Roll With It dans la célèbre émission Top Of The Pops, Liam fait semblant de jouer de la guitare, et Noel chante à la place de Liam en play-back.
Après deux performances record à Knebworth les 10 et 11 août 1996, la tension monte entre les deux frères Gallagher, après que Liam refuse de monter sur scène quelques minutes avant la prestation d'Oasis prévue aux MTV Unplugged. Noel se voit alors contraint de remplacer son frère au chant. Liam donne pour excuse une angine, assortie au fait qu'il n'aime pas se produire en acoustique, alors que selon Noel celui-ci était plutôt en train de cuver une soirée trop arrosée. Noel est encore plus en colère lorsque Liam s'amuse à l'interrompre depuis le balcon de la salle alors que le groupe joue. Quatre jours plus tard, Noel doit encore une fois le remplacer au chant pour le premier concert d'une tournée aux États-Unis, Liam ayant refusé de prendre l'avion avec le reste du groupe, invoquant qu'il avait besoin de temps pour s'acheter une maison. Il est de retour sur scène avec Oasis trois jours plus tard, mais la tension entre Noel et le reste du groupe continue à monter, si bien que le 11 septembre Noel quitte la tournée. Les médias s'interrogent alors sur l'existence future du groupe.
Liam Gallagher épouse Patsy Kensit le 7 avril 1997. Cependant, le mariage prend rapidement fin à cause de plusieurs incidents rapportés par les tabloïds. Liam fait notamment les gros titres des journaux après un mauvais geste au volant de sa voiture, faisant chuter un cycliste, sans toutefois le blesser. En janvier 1998, Lisa Moorish donne à Liam Gallagher son premier enfant, une fille nommée Molly, conçue une semaine après son mariage avec Patsy Kensit. Après un incident au cours d'un vol pour l'Australie, Liam est banni à vie de la compagnie Cathay Pacific, ce à quoi il répond qu'il « préfère marcher ». Pendant la tournée australienne, il est arrêté et accusé d'avoir donné un coup de tête à une personne qui prétend simplement lui avoir demandé une photo avec lui. Les accusations sont abandonnées à la suite d'un accord à l'amiable .
Le très attendu troisième album d'Oasis, Be Here Now, sort le 21 août 1997. D'abord chaudement accueilli par les critiques et vendu en quantité record, cet album est peu à peu décrié, et est aujourd'hui considéré par beaucoup comme un échec artistique, y compris par Noel Gallagher qui n'aime pas l'album. Pourtant Liam le défend et le considère encore comme un bon album.

### Post-Britpop et fin d'Oasis (1999–2009)

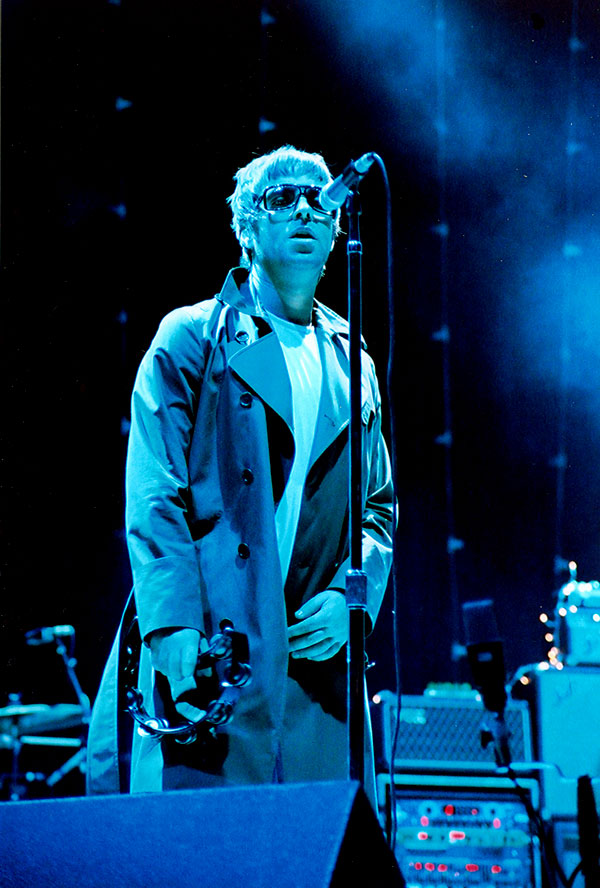
Liam Gallagher pendant un concert d'Oasis en septembre 2005.

Lennon Francis Gallagher, fils de Liam Gallagher et Patsy Kensit, nommé en l'honneur de John Lennon, naît en septembre 1999. Malgré cela, le couple divorce un an plus tard. Parallèlement, Oasis revient dans les bacs en 2000 avec l'album Standing on the Shoulder of Giants. Paul "Bonehead" Arthurs et Paul "Guigsy" McGuigan, membres d'origine d'Oasis, quittent conjointement le groupe durant l'enregistrement. Liam devient le seul membre restant du groupe Rain. L'album compte parmi ses dix titres la première chanson écrite par Liam, Little James, sorte de mélodie enfantine, en l'honneur de James Kerr, fils de Patsy Kensit et de son premier mari Jim Kerr, chanteur du groupe Simple Minds. L'album tout comme la chanson sont toutefois mal accueillis par les critiques.
En tournée à Barcelone, en mai 2000, Oasis est forcé d'annuler un concert lorsque leur batteur, Alan White, est saisi d'une grippe. Le groupe passe la nuit à boire, jusqu'à ce qu'une bagarre éclate entre les deux frères Gallagher, apparemment à propos de la légitimité de la fille de Noel. Une fois n'est pas coutume, Noel quitte le groupe en pleine tournée, et est remplacé par Matt Deighton jusqu'à la fin de la tournée.
Le 2 juillet 2001 naît Gene, le second fils de Liam Gallagher avec son épouse d'alors, Nicole Appleton, membre des All Saints. À la sortie de l'hôpital, Liam moleste un journaliste qui tente de prendre une photo. 
Le cinquième album d'Oasis, Heathen Chemistry, sort en 2002. Contrairement aux premiers albums d'Oasis, Noel n'est plus le seul à écrire les chansons. L'album comporte trois chansons écrites par Liam : Born On A Different Cloud, Better Man et surtout Songbird, ballade acoustique dédiée à Nicole Appleton.
En décembre 2002, Liam Gallagher se casse plusieurs dents et est blessé au visage à la suite d'une bagarre aux côtés d'Alan White dans un bar de Munich. Tous les deux sont arrêtés puis relâchés. Oasis doit annuler les concerts de Munich et Düsseldorf à cause des blessures de Liam.
En 2005 paraît le sixième album d'Oasis, Don't Believe the Truth. Liam y apporte trois compositions : Love Like A Bomb (coécrit avec le guitariste rythmique Gem Archer), The Meaning Of Soul et Guess God Thinks I'm Abel.
Lors de la cérémonie des BRIT Awards 2007, Oasis reçoit le Outstanding Contribution to Music Award, récompense consacrant une éminente contribution musicale. Tandis que le groupe reçoit le trophée, Liam déclare : « Je vois qu'on n'aura plus besoin d'être nommé à cette connerie. Ça, c'est fait ». À la même époque, on annonce que Liam est en négociation avec une chaîne de télévision anglaise pour apparaître en tant que célébrité invitée dans le jeu hebdomadaire Dictionary Corner, l'équivalent anglais Des chiffres et des lettres. Carol Vorderman, une des présentatrices du jeu, explique au Daily Sport que « Liam aime ce jeu et oui, nous sommes en négociations à propos de sa participation. Je lui ai dit que sa crédibilité en profiterait infiniment ».
Liam Gallagher et Nicole Appleton se marient le 14 février 2008 au Westminster Register Office, au même endroit que pour le premier mariage de Liam. La sœur de Nicole, Natalie et son mari Liam Howlett, membre de The Prodigy, sont présents. En revanche, Noel et les autres membres d'Oasis, Gem Archer et Andy Bell ne sont informés du mariage qu'après la cérémonie.
Dans une interview de l’époque, Liam a déclaré qu'il ne parlait pas beaucoup avec son frère Noel. Selon lui, ils « n'ont pas réellement de relations », à part sur scène.
Le 28 août 2009, lors du festival Rock en Seine au Parc de Saint-Cloud, près de Paris, à la suite d'une violente bagarre avec Liam (une guitare aurait même été cassée), Noel quitte le site du festival juste avant de monter sur scène, et le groupe annonce sa séparation, en même temps que l'annulation de la tournée prévue. Oasis est remplacé sur scène par le groupe Madness. Dans un communiqué, Noel précise qu'il quitte Oasis car il ne peut plus travailler avec son frère.
Le 16 février 2010, Liam va chercher seul aux Brit Awards le prix qui récompense l'album (What's the Story) Morning Glory? de « meilleur album des trente dernières années ». Il remercie Paul Arthurs, Paul McGuigan et Alan White mais ne mentionne pas Noel, pourtant auteur-compositeur de l'album, avant de jeter son micro puis sa statuette dans la foule. Cet acte de provocation n'est pas au goût du présentateur Peter Kay, qui traite l'intéressé de « tête de nœud » (« What a knobhead! »). Le jour suivant, Liam réagit sur Twitter par ces mots : « Écoute-moi bien comme un vrai gars du Nord espèce de gros lard, moi on m'a appris à médire des gens en face d'eux, et pas derrière leur dos. Live Forever, LG ». Par la suite, un groupe soutenant Peter est créé sur Facebook.
La même année, Liam est élu meilleur frontman de tous les temps à la suite d'un sondage effectué par le magazine britannique Q.

### Beady Eye (2010-2014)
Après la fin d'Oasis, Liam forme en 2010 Beady Eye avec plusieurs anciens membres d'Oasis : Andy Bell, Gem Archer et Chris Sharrock. Le groupe sort en 2011 un premier album, Different Gear, Still Speading, qui se hisse à la troisième place des charts britanniques. En 2013, le groupe sort un deuxième album, BE, produit par Dave Sitek. Liam annonce la séparation du groupe dans un tweet en octobre 2014.

### Carrière en solo (2017-2024)
Le 1er juin 2017, après trois ans d'absence, Liam entame sa carrière solo avec la sortie de Wall of Glass, premier single issu de son album. Il participe le 4 juin 2017 au concert One Love Manchester donné en mémoire des victimes de l'attentat de la Manchester Arena. Il y interprète trois titres, dont notamment Live Forever accompagné de Chris Martin. Son album, As You Were, sort le 6 octobre suivant et atteint la première place des ventes au Royaume-Uni.
En 2019 sort son deuxième album solo, Why Me? Why Not. Il est précédé des singles Shockwave, The River et Once et atteint lui aussi la première place des charts britanniques, tout comme son troisième album C'mon You Know qui sort le 27 mai 2022. Le single Everything's Electric, co-écrit par Dave Grohl, et le morceau Moscow Rules, produit par Ezra Koenig, en sont issus.
Il sort également au cours de sa carrière solo trois albums live. Le premier, MTV Unplugged (Live at Hull City Hall), enregistré en 2019, sort le 12 juin 2020. Durant le concert, l'ancien guitariste d'Oasis Paul "Bonehead" Arthurs le rejoint sur scène pour les morceaux du groupe. Son second album live sort le 27 mai 2022, le même jour que C'mon You Know. Il s'agit de Down by the River Thames, un concert enregistré en 2020 sur une barge navigant sur la Tamise, pendant une période où les salles de concert sont fermées à cause de la pandémie de Covid-19. Il donne une série de deux concerts à Knebworth les 3 et 4 juin 2022 devant 170 000 personnes, près de vingt-six ans après les concerts records d'Oasis au même endroit. Un troisième album live en est issu, Knebworth 22, qui sort le 11 août 2023.
Le 1er mars 2024 sort l'album Liam Gallagher John Squire, pour lequel il s'associe avec John Squire, ancien guitariste des Stone Roses. L'album se hisse à la première place des ventes au Royaume-Uni à sa sortie.

### Reformation d'Oasis (depuis 2024)
Le 27 août 2024, sa carrière en solo est mise en pause à la suite de l'annonce de la reformation d'Oasis par les frères Gallagher, avec une tournée prévue pour 2025. 

## Vie publique
Oasis est apparu sur la scène musicale en 1994, et s'est rapidement forgé une réputation hors-scène, notamment en raison des agissements de Liam Gallagher. Celui-ci n'hésite pas à faire part de son dégoût pour les mœurs non britanniques, particulièrement en ce qui concerne les Américains et les Australiens. Lors d'une tournée aux États-Unis, Liam fait à de nombreuses reprises des remarques moqueuses sur les Américains, ce qui mène à un ultimatum de son frère Noel, qui quitte brièvement le groupe en 1994. À propos de l'accueil du groupe aux États-Unis, bien moins hystérique qu'au Royaume-Uni, Liam déclare que « les Américains veulent des gens grunge, qui se poignardent sur scène. Quand ils reçoivent un groupe doué comme nous, avec des gars qui utilisent du déodorant, ils comprennent pas ».
En mars 2006, Liam s'attaque publiquement aux Rolling Stones, assurant qu'il respecte les Stones, « mais leurs chansons sont un tas de conneries ». À propos de U2, il déclara en 2017 qu'il « préfère manger sa propre merde » plutôt que d'écouter les chansons du groupe.
Liam Gallagher s'est brièvement exprimé sur ses convictions religieuses, en déclarant : « Je vis pour l'instant présent, pas pour ce qui arrivera après ma mort. Si je meurs et qu'il y a quelque chose après, j'irai en Enfer, pas au Paradis. Le diable a tous les bons trucs. Qu'est-ce que Dieu possède ? Les Inspiral Carpets et les bonnes sœurs. Tant pis pour ça ! ». Cependant, Liam admet aller à l'église, mais bien qu'ayant eu une conversation avec Dieu, il assure ne pas chercher de guide. « Il y a des jours où je ne crois pas et des jours où je crois ».
En août 2011, Liam Gallagher porte plainte contre Noel pour calomnie à la suite des propos tenus à des journalistes en juillet 2011, sur l'annulation du concert de Chelmsford au V Festival en 2009, parce que Liam aurait eu la « gueule de bois » alors que la version officielle faisait état d'une laryngite.

## Style musical
La voix de Liam est souvent comparée à un mélange de John Lennon et John Lydon. En 2006, le magazine Q le désigne comme 11e meilleur chanteur de tous les temps, avec Live Forever, Lyla, Don't Go Away ou encore Champagne Supernova.
Dès les débuts d'Oasis, le jeu scénique de Liam fut célèbre. Sa « pose » de chant relativement excentrique, est facilement reconnaissable : un genou plié, les mains jointes dans le dos, ou les bras pendants, ou bien plus rarement les mains dans ses poches de devant, le cou penché vers l'arrière et la bouche collée au micro placé haut et orienté vers le bas. Liam assure que la manière avec laquelle le micro est le plus proche de lui est de le placer entre sa lèvre supérieure et son nez, plutôt que directement en face de la bouche comme la plupart des chanteurs. Dans le DVD Definitely Maybe, Liam révèle qu'il chante de la sorte afin de dispenser plus d'énergie à travers sa voix. Lors des tout premiers concerts d'Oasis, Liam prend parfois le micro d'une main, mais conserve avec son corps le reste de sa pose.

## Écriture
Les premiers pas de Liam dans l'écriture de chansons remontent à la période The Rain, avant que Noel Gallagher ne rejoigne le groupe pour former Oasis. Liam et Bonehead, le guitariste, co-écrivent plusieurs chansons, respectivement en tant que parolier et compositeur. Liam a également coécrit une chanson intitulé Love Me and Leave Me, avec l'ancien guitariste des Stone Roses John Squire, et figurant sur le premier album des Seahorses, Do It Yourself.
La première chanson intégralement écrite et composée par Liam, Little James, figure sur le quatrième album d'Oasis, Standing on the Shoulder of Giants (2000). Par la suite, Liam propose trois chansons sur Heathen Chemistry (2002) : Born on a Different Cloud, Better Man, et Songbird, qui sort en single et figure dans la compilation best-of d'Oasis, Stop the Clocks. L'album suivant, Don't Believe the Truth (2005), contient encore trois chansons de Liam : The Meaning of Soul, Love Like a Bomb (coécrite avec Gem Archer, guitariste rythmique d'Oasis) et Guess God Thinks I'm Abel. La ballade acoustique Won't Let You Down, face B du single Lyla, ainsi que Pass Me Down The Wine, face B du single The Importance of Being Idle, sont également de Liam. Enfin, Liam est l'auteur de cinq chansons figurant sur le dernier album d'Oasis, Dig Out Your Soul. Trois d'entre elles, I'm Outta Time, Ain't Got Nothin' et Soldier On sont incluses dans l'album classique, et Boy with The Blues et I Believe In All sont intégrées à l'édition Deluxe. En 2010, il compose une nouvelle chanson, Man of Misery.
Il continue d'écrire ou de co-écrire des chansons au sein de Beady Eye et au cours de sa carrière solo.

## Autres
En 2009, Liam Gallagher lance sa propre marque de vêtements : Pretty Green (ce nom provient d'un titre du groupe The Jam).
Liam et son frère Noel sont de fervents supporters du club de football Manchester City.
Liam a révélé que sa chanson préférée de Oasis est "Live Forever".
Liam utilise souvent l'application X pour interagir avec ses fans. 

## Influences
- The Beatles
- The Kinks
- The Who
- John Lennon
- The Rolling Stones
- The Sex Pistols
- The Jam
- Paul Weller
- Madonna[35]
- The Smiths
- The Stone Roses

## Discographie

### Solo

#### Albums studio
- As You were (6 octobre 2017)
- Why Me? Why Not? (20 septembre 2019)

#### Singles
- Wall Of Glass (1er juin 2017)
- Chinatown (30 juin 2017)
- For What It's Worth (10 août 2017)
- Greedy Soul (27 septembre 2017)
- Come Back To Me (23 novembre 2017)
- Paper Crown (11 mai 2018)
- I've All I Need (25 mai 2018)
- Shockwave (6 juin 2019)
- The River (26 juin 2019)
- Once (26 juillet 2019)
- One Of Us (16 août 2019)
- Now That I've Found You (11 octobre 2019)
- Once (MTV Unplugged Live At Hull City Hall) (13 mars 2020)
- Gone (MTV Unplugged Live At Hull City Hall) (19 mars 2020)
- All You're Dreaming Of (27 novembre 2020)
- Everything's Electric (4 février 2022)
- C'mon You Know (1er avril 2022)
- Better Days (22 avril 2022)
- Diamond In The Dark (26 mai 2022)
- Too Good For Giving Up (10 octobre 2022)
- Roll It Over (Knewborth 22) (9 juin 2023)
- More Power (Knewborth 22) (7 juillet 2023)
- Just Another Rainbow (5 janvier 2024)
- Mars To Liverpool (26 janvier 2024)

#### Vidéographie
- As It Was (17 juin 2020) (Portrait de l'artiste en 85 min)